# Hàm tán xạ
Hàm tán xạ, trong các hiện tượng tán xạ, là hàm số thể hiện sự phụ thuộc của phần năng lượng của dòng hạt bị lệch đi khi truyền qua một mẩu vật chất vào góc lệch (góc tán xạ).
Góc lệch, trên toạ độ cầu, có thể được thể hiện bằng hai thông số, góc phương vị, φ, và góc thiên đỉnh, θ. Hàm tán xạ thường được chuẩn hoá theo hai góc này và thoả mãn:
{\displaystyle \int _{0}^{\pi }\int _{0}^{2\pi }P(\phi ,\theta )\,d\phi \,d\theta =4\pi }
Trong nhiều trường hợp, hàm tán xạ chỉ phụ thuộc vào góc thiên đỉnh. Lúc đó điều kiện chuẩn hóa là:
{\displaystyle \int _{0}^{\pi }P(\theta )\,d\theta =2}
Góc thiên đỉnh có thể thường được thay bằng cos của nó trong nhiều công thức:
{\displaystyle \int _{-1}^{1}P(\mu )\,d\mu =2}
với:
- μ = cos(θ)

## Vật chất chứa các hạt
Trong nhiều trường hợp, vật chất tham gia vào sự tán xạ chứa trong nó nhiều hạt nhỏ. Các hạt này có thể giống nhau hay khác nhau và trực tiếp gây ra sự lệch hướng đi của dòng bức xạ chiếu vào; trong khi không gian giữa các hạt không ảnh hưởng đến sự lan truyền của dòng bức xạ.
Mỗi hạt có thể được đặc trưng bởi khả năng làm lệch hướng đi của dòng bức xạ theo mặt cắt tán xạ và hàm tán xạ riêng của chúng. Nếu mẩu vật chất chứa các hạt giống nhau với mật độ thể tích n thì hàm tán xạ của toàn bộ mẩu vật chất giống hệt hàm tán xạ riêng của từng hạt.
Nếu mẩu vật chất chứa các hạt khác nhau, mỗi loại có mật độ ni và mặt cắt tán xạ σi cùng hàm tán xạ riêng Pi(θ) thì:
{\displaystyle P(\theta )={\frac {\sum _{i=1}^{N}n_{i}\sigma _{i}P_{i}(\theta )}{\sum _{i=1}^{N}n_{i}\sigma _{i}}}}

## Ví dụ
Trong nghiên cứu sự lan truyền của ánh sáng trong khí quyển, một hàm tán xạ hay được sử dụng để xấp xỉ và đơn giản hóa tính toán là hàm tán xạ Henyey-Greenstein.